# 千葉市立花園中学校
千葉市立花園中学校（ちばしりつ はなぞのちゅうがっこう）は、千葉県千葉市花見川区花園四丁目にある公立中学校。通称は「花中」。

## 概要
1947年（昭和22年）千葉市立第七中学校として開校。学区は検見川地区、畑地区、花園地区、瑞穂地区。千葉市の公立中学校としては、蘇我中学校に次いで2番目に生徒数の多い学校であり、令和元年度は848人の生徒が属している。
校章は菊のデザイン。
旧校舎の老朽化が進み、耐震補強工事に対応できないことから、2008年（平成20年）から建て替え工事が行われ、2011年3月中旬に工事の全工程が終了した。

## 沿革
- 1947年（昭和22年）5月10日 - 開校。千葉市立第七中学校創立。当初千葉市の新制中学校は5校（加曽利中学校（旧第一中学校）・末広中学校（旧第二中学校）・葛城中学校（旧第三中学校）・椿森中学校（旧第四中学校）・緑町中学校（旧第五中学校）の予定であり、旧検見川町の生徒は第五中学校の学区となるはずであった。しかし、稲毛地区で千葉市立第六中学校（現小中台中学校）を開校する動きが出てくると、これに刺激された旧千葉郡検見川町地区の市会議員の働きかけで開校、7/7爆撃で半壊移転した千葉県立千葉工業学校の焼け残った校舎と南半分の校庭を使用して開校された。（北側は検見川小学校を地域分割した市立花園小学校1953年に1～3年生部分開校）
- 1951年
  - 3月31日 - 2千年前のハスの実が大賀一郎博士により東京大学検見川総合運動場で発見。生徒発掘に協力。大賀ハス参照。
  - 4月1日 - 花園中学校と改称。校章・応援歌ができる。
- 1957年5月10日 - 創立10周年記念として校旗・校歌作成。
- 1960年落雷火災、理科室・準備室など木造校舎が全焼
- 1961年放火火災、建て直し新設2階建て木造校舎、供用直前8月末に全焼。鉄筋3階建て校舎に建て直し。
- 1964年
  - 10月14日 - 東京オリンピック聖火を迎える。
  - 10月15日 - 東京オリンピック近代五種競技見学。
- 1967年
  - 2月26日 - 大賀博士育英会創立。
  - 3月17日 - 大塚校長西欧諸国教育事情視察のため渡欧。
  - 5月11日 - 千葉県教育センターの研究協力校を委嘱される。
- 1970年11月11日・11月12日 - 第1回文化祭。
- 1978年11月1日 - 千葉市教育功労賞。
- 1979年7月21日 - 市総体水泳部3年連続優勝、優勝杯永久保存。
- 1991年（平成3年）
  - 3月 - ハンドボール部女子全国大会3位入賞。
  - 11月13日 - 市教育指定報告会。「特色のある教育活動」
- 1997年11月8日 - 創立50周年記念式典。モニュメント完成。
- 2011年5月7日 - 第1回新校舎落成式。

## 施設
本棟と特別棟からなる。特別棟には、技術・家庭科室、理科室、体育館がある。屋上にはプールを備えている。校庭にはバスケットコート、テニスコートが設置された。校門の正面には創立50周年記念として置かれていた「上昇の塔」は建て替え工事で撤去されたが、新校舎の中庭に新たに建てられた。
2008年の千葉市議会で校舎、体育館の全面改築工事を19億9600万円で実施することが決定した。
鉄筋コンクリート3階建て校舎の接続境界に、強い地震で外が見える隙間が空き応急的に埋めたが、老朽化とされた。

## 部活動
文化部
- 吹奏楽部
- 軽音楽部
- 科学部
- 美術部
- 演劇部
- コンピューター部

運動部
- 陸上競技部（男・女）
- サッカー部（男･女）
- 野球部（男子）
- バスケットボール部（男・女）
- 剣道部（男・女）
- 卓球部 （男子）
- バドミントン部 （女子）
- バレーボール部 （女子）
- ハンドボール部 （男・女）
- ソフトテニス部(女子)

臨時の部
- 水泳部
- 柔道部
- 体操部

## 年間行事
- 4月 - 前期始業式、入学式、新入生歓迎会。
- 5月 - 3年生修学旅行、生徒総会、1年生修学旅行。
- 6月 - 前期中間テスト、教育実習、体育祭。
- 7月 - 夏期休業、生徒総会。
- 8月 - 夏期休業、防災訓練。
- 9月 - 前期期末テスト。
- 10月 - 生徒会選挙、前期終業式、後期始業式、合唱コンクール。
- 11月 - 2年生職場体験、後期中間テスト。
- 12月 - 冬季休業。
- 1月 - 2年生自然教室
- 2月 - 新入生体験入学、後期期末テスト。
- 3月 - 大賀博士育英会表彰式、3年生を送る会、卒業式、修了式、離任式。

## 著名な出身者
- 渡辺康幸（陸上競技元選手、現指導者・スポーツ解説者）
- 深川栄洋（映画監督）
- 瀬﨑明日香（ヴァイオリン奏者）
- 斎藤恭紀（政治家、気象予報士）
- 黒田雄（政治家）
- 大刀光電右エ門（大相撲力士、プロレスラー）
- 鈴木崚汰（声優）
- 清水里香（NMB48）
- 田鍋梨々花（女優）